# Carmen McRae
Carmen Mercedes McRae (Harlem, New York, 8 april 1922 – Beverly Hills, 10 november 1994) was een Amerikaanse jazzzangeres, componiste, pianiste en actrice. Ze behoorde tot de invloedrijkste jazz-vocalisten van de 20e eeuw. Haar interpretaties waren niet alleen zeer virtuoos, maar ook vaak ironisch. Met name door dat laatste is ze bekend geworden. Een bekende opname van haar is de vocale versie van het nummer Take Five van Dave Brubeck, met een tekst van Dave en Lola Brubeck. McRae werd naar eigen zeggen onder meer geïnspireerd door Billie Holiday.
Ze trad op in de Verenigde Staten, Europa en Japan, en bracht meer dan 60 albums uit.
- Biblioteca Nacional de España: XX1461180
- Bibliothèque nationale de France: cb13897344z (data)
- Gemeinsame Normdatei: 123260698
- International Standard Name Identifier: 0000 0001 1467 9331
- Library of Congress Control Number: n84002094
- Nationale Bibliotheek van Letland: 000068337
- MusicBrainz: 29b0a6c7-ab3a-4bf3-a64f-63c8a3548196
- Nationale Bibliotheek van Tsjechië: xx0012888
- Nationale Bibliotheek van Israël: 987007315382405171
- Nationale Bibliotheek van Polen: a0000002339935
- Nederlandse Thesaurus van Auteursnamen: 071980628
- Istituto Centrale per il Catalogo Unico: MODV148944
- SNAC: w6542txj
- Système universitaire de documentation: 087450623
- Virtual International Authority File: 12492124
- WorldCat: E39PBJw4H8kBjvRtM4DcCq4KBP